# Roman Filipow
Roman Nikołajewicz Filipow (ros. Роман Николаевич Филипов; ur. 13 sierpnia 1984 w Woroneżu, zm. 3 lutego 2018 k. Sarakibu w Syrii) – rosyjski lotnik wojskowy, major, uhonorowany pośmiertnie tytułem Bohatera Federacji Rosyjskiej (2018).

## Życiorys
W 2001 skończył szkołę średnią i rozpoczął służbę wojskową, w 2006 ukończył wyższą wojskową szkołę lotniczą w Krasnodarze, następnie służył w 187. gwardyjskim pułku lotnictwa szturmowego Sił Powietrznych i Obrony Przeciwlotniczej 11. Armii Sił Powietrznych Federacji Rosyjskiej Wschodniego Okręgu Wojskowego w Czernigowce w Kraju Nadmorskim, gdzie był starszym lotnikiem, dowódcą klucza i od 2014 zastępcą dowódcy eskadry.
W latach 2015–2016 i ponownie 2017–2018 w składzie rosyjskiej grupy lotniczej biorącej udział w działaniach wojennych w Syrii podczas wojny domowej, wykonał ponad sto lotów bojowych. Miał wylatane 1300 godzin. Był odznaczony trzema medalami. 3 lutego 2018, gdy wykonywał lot bojowy, jego samolot został zestrzelony przez przenośny system rakiet przeciwlotniczych. Próbował utrzymać samolot w powietrzu, komunikując, że został trafiony rakietą, po czym katapultował się. Po wylądowaniu na spadochronie został otoczony przez bojowników, z którymi podjął wtedy walkę, ostrzeliwując się z pistoletu. Został ciężko ranny, po czym wysadził się granatem. Do zestrzelenia jego samolotu przyznały się Dżabhat an-Nusra i Wolna Armia Syrii. 6 lutego 2018 pośmiertnie otrzymał tytuł Bohatera Federacji Rosyjskiej. Postanowiono nadać jego imię ulicom w Królewcu i Władywostoku, a także szkole w Woroneżu.